# 莉萨·布朗-米勒
莉萨·布朗-米勒（英語：Lisa Brown-Miller，1966年11月16日—2025年5月2日），美国女子冰球运动员，场上位置是前锋。她曾代表美国国家队参加1998年冬季奥林匹克运动会冰球比赛，获得一枚金牌。